# Han Tianyu
Han Tianyu (Fushun, 3 juni 1996) is een Chinees shorttracker.

## Carrière
Bij het Shorttrack op de Olympische Winterspelen 2014 in Sotsji won Han de zilveren medaille op de 1500 meter en de bronzen medaille op de relay met de Chinese ploeg.
Op de wereldkampioenschappen shorttrack 2015 won hij met de Chinese ploeg de wereldtitel op de aflossing. Op de wereldkampioenschappen shorttrack 2016 prolongeerde hij zijn titel op de aflossing en won dankzij een gouden medaille op de 1500 meter en een zege in de superfinale ook het eindklassement.
1976: Alan Rattray · 
1977: Gaétan Boucher · 
1978: James Lynch · 
1979: Hiroshi Toda · 
1980: Gaétan Boucher · 
1981: Benoît Baril · 
1982: Guy Daignault · 
1983: Louis Grenier · 
1984: Guy Daignault · 
1985: Toshinobu Kawai · 
1986: Tatsuyoshi Ishihara · 
1987: Toshinobu Kawai/Michel Daignault · 
1988: Peter van der Velde · 
1989: Michel Daignault · 
1990: Lee Joon-ho · 
1991: Wilf O'Reilly · 
1992: Kim Ki-hoon · 
1993: Marc Gagnon · 
1994: Marc Gagnon · 
1995: Chae Ji-hoon · 
1996: Marc Gagnon · 
1997: Kim Dong-sung · 
1998: Marc Gagnon · 
1999: Li JiaJun · 
2000: Min Ryoung · 
2001: Li JiaJun · 
2002: Kim Dong-sung · 
2003: Ahn Hyun-soo · 
2004: Ahn Hyun-soo · 
2005: Ahn Hyun-soo · 
2006: Ahn Hyun-soo · 
2007: Ahn Hyun-soo · 
2008: Apolo Anton Ohno · 
2009: Lee Ho-suk · 
2010: Lee Ho-suk · 
2011: Noh Jin-kyu · 
2012: Kwak Yoon-gy · 
2013: Sin Da-woon · 
2014: Viktor An · 
2015: Sjinkie Knegt · 
2016: Han Tianyu · 
2017: Seo Yi-ra · 
2018: Charles Hamelin · 
2019: Lim Hyo-jun · 
2021: Shaoang Liu ·
2022: Shaoang Liu